# Judaïsation de Jérusalem
La judaïsation de Jérusalem (en arabe : تهويد القدس, prononciation : Tahwid el Kodes ; en hébreu : יהוד ירושלים, prononciation : yehud yerushalim) est un néologisme créé pour décrire les mesures politiques israéliennes qui viseraient à modifier l'équilibre démographique de Jérusalem-Est en faveur de la population juive. 

## Historique

### Démographie
En 1947, il y avait 205 000 habitants dont 100 000 Juifs (49 %) et 105 000 Arabes et autres (51 %) dans le territoire incluant Jérusalem et les villes et villages proches dont Ein Kerem, Abu Dis, Bethléem et Shuafat. En 1967, après la conquête dès le 7 juin 1967 par l'armée israélienne de la partie orientale de la ville et les nouvelles limites de la ville dite " unifiée et indivisible " selon les Israéliens, il y avait 263 307 habitants dont 195 700 Juifs (74 %) et 54 963 Arabes (21 %). En 2003, la vieille ville qui est située dans l'ancien secteur de Jérusalem-Est (conquis par les Jordaniens en juin 1948 et ce, jusqu'en juin 1967)  comptait 31 405 Arabes et 3 965 « Juifs et autres ». En 2004, on comptait 706 000 habitants dont 458 000 Juifs (65 %) (dont 200 000 à Jérusalem-Est) et 225 000 Arabes (32 %). En 2019, 60,3 % des habitants de Jérusalem étaient juifs, 36,8 % musulmans et 1,4 % chrétiens. 
Il faut ajouter à cela les colonies juives encerclant la ville de Jérusalem : au nord (Giv'at Ze'ev, Pisgat Ze'ev, Neve Yaakov, Ramat Shlomo), au sud (Goush Etzion) et, à 7 km à l'est, (Ma'aleh Adumim). La barrière de séparation israélienne qui est transformée en mur de béton sur certaines zones dans Jérusalem-Est intègre toutes ces colonies au Grand Jérusalem.
L'Assemblée de l'Organisation des Nations unies (ONU) a critiqué Israël dans plusieurs résolutions qui considèrent que des mesures administratives ou législatives altérant la composition démographique de la ville et que de telles mesures n'ont aucune validité, au niveau du droit international .

### Chronologie

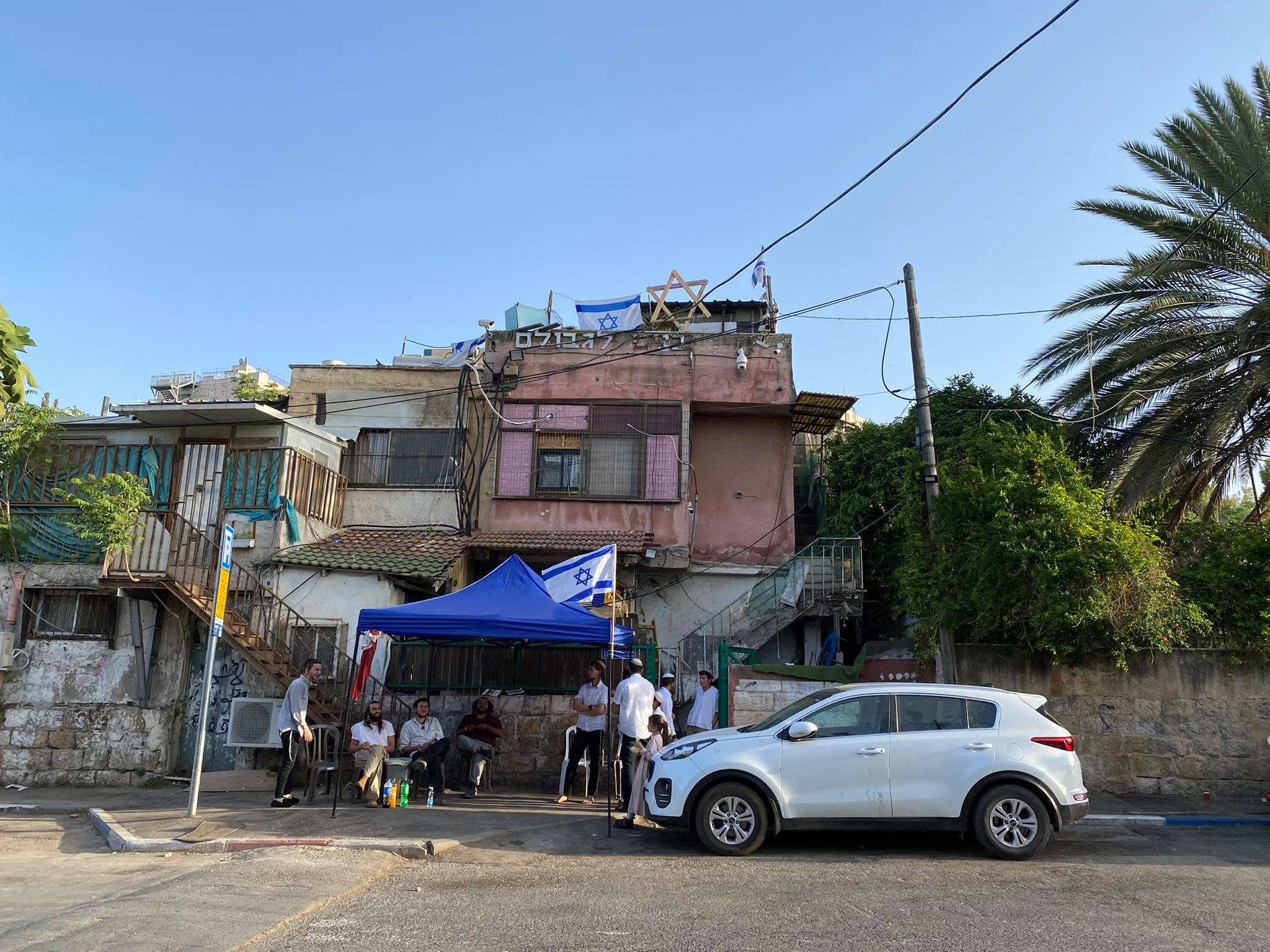
Des colons installés au numéro 10 de la rue Othman Ben Affan, depuis l’expulsion en 2009 de son occupante, Mariam Ghawi, à Cheikh Jarrah.

À l'issue des combats entre Israël et le royaume hachémite de Jordanie, dès juin 1948, Jérusalem est une ville divisée entre sa partie occidentale, conquise par l'armée israélienne et sa partie orientale (dont la totalité de la vieille ville de Jérusalem), elle, conquise par l'armée jordanienne. Le quartier juif, situé dans la vieille ville, en zone devenue jordanienne, est intégralement vidé de sa population juive (soit plus de 4000 personnes), expulsée par l'armée jordanienne. Contrairement à une disposition prévue des accords  d'armistice signés à Rhodes le 3 avril 1949 entre Israël et la Jordanie, les Juifs ne peuvent plus accéder au mur des Lamentations jusqu'en juin 1967. Dans les deux décennies qui suivent, les Jordaniens ont détruit la synagogue Hourba comme les quatre synagogues séfarades. 
Dès le 7 juin 1967, le secteur Est de Jérusalem , incluant la vieille ville, est conquis par Israël pendant la guerre des Six Jours. Le 28 juin 1967, les autorités israéliennes dissolvent l'ancienne municipalité jordanienne de Jérusalem-Est et les gouvernements israéliens successifs administrent dès lors Jérusalem dans son ensemble comme une municipalité unique ; ils développent largement les infrastructures pour unifier la ville tout en laissant toutefois une autorité musulmane, le Waqf de Jérusalem dépendant des autorités jordaniennes, gérer les lieux saints de l'islam, situées dans l'ancienne ville, au sein de l'ancien secteur de Jérusalem-Est. Israël commence à bâtir une ceinture de nouveaux quartiers juifs autour des quartiers palestiniens de la partie orientale de la ville. Le gouvernement israélien décide aussi par une loi de juin 1967 d'augmenter la superficie de Jérusalem de plus de 70 km2, alors que l'ancienne superficie des deux secteurs de Jérusalem était d'environ 46 km2 de 1948 à 1967.    
Fondée en 1978, l'organisation juive israélienne Ateret Cohanim (hébreu: עמותת עטרת כהנים lit. "Couronne des prêtres") œuvre pour le repeuplement juif dans la vieille ville et les quartiers à majorité arabe de Jérusalem-Est par l'acquisition de maisons puis leur location à des sociétés gouvernementales ou à des familles juives. Une partie significative des fonds utilisés pour acheter des maisons dans la vieille ville a pour origine de riches donateurs, pour la plupart installés aux États-Unis.
Par la loi du 21 juillet 1980, l'annexion de Jérusalem-Est est officialisée lorsque la loi de Jérusalem est promulguée par le parlement israélien proclamant Jérusalem « une et indivisible » comme la capitale éternelle de l'État d'Israël. L'ONU a rejeté cette annexion. C'est sur ce rejet que s'appuie l'argumentaire des associations dénonçant la politique israélienne en considérant que le droit international n'a pas validé que Jérusalem-Est soit intégrée à la partie occidentale de Jérusalem, dès juin 1967. Le statut de jure de ce territoire n'est toutefois pas établi en l'absence de règlement du conflit israélo-palestinien. 

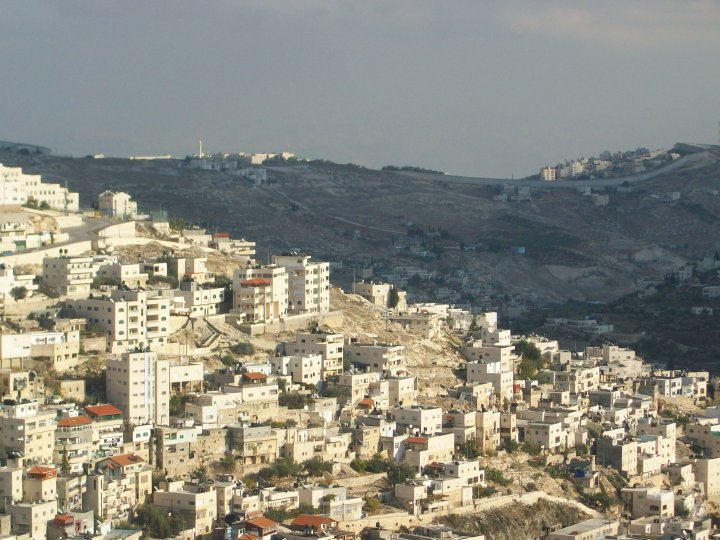
Le quartier de Silwan à Jérusalem-Est, à majorité palestinienne, est coupé de la Cisjordanie par le mur de séparation israélien (en arrière-plan).

Dans les années 2000, la construction d'un mur de séparation à Jérusalem-Est coupe la ville palestinienne annexée du reste de la Cisjordanie. Le mur exclut ainsi 80 000 Palestiniens de Jérusalem et boucle complètement le côté oriental de la ville.
En 2012, les chefs de mission de l'UE à Jérusalem et à Ramallah ont accusé Israël de « miner systématiquement la présence palestinienne dans la ville par le biais de l'expansion continue des colonies ». Raquel Rolnik, rapporteuse spéciale de l'ONU, accuse les autorités israéliennes d'adopter « un modèle de développement qui exclut les minorités, les discrimine et les déplace » à Jérusalem-Est annexée et en Cisjordanie occupée, le comparant à une « stratégie de judaïsation ».
En 2019, David Friedman, ambassadeur des États-Unis en Israël, détruit à coups de marteau un mur marquant l'entrée d'un tunnel dans le quartier de Silwan à Jérusalem-Est. Selon les historiens, le tunnel cacherait une ancienne voie romaine qui amenait les pèlerins juifs jusqu'au temple d'Hérode. Pour l'Autorité palestinienne, cette opération est l'expression du soutien de l'administration Trump à la judaïsation de Jérusalem. D'après les Palestiniens de Silwan, ces travaux ont pour but de les forcer à partir et ils affirment que le tunnel passe par endroits à quelques mètres sous les maisons où des fissures importantes seraient apparues, obligeant certaines familles à quitter leur domicile. Les travaux ont été réalisés par l'organisation Elad (hébreu : אלע"ד).
En 2021, l'ONG israélienne Ir Amim (hébreu : עיר עמים), dédiée à la défense des droits humains, et qui œuvre en faveur d'une ville de Jérusalem équitable estime qu'environ 200 familles de la partie orientale de la ville sont menacées d'expulsion à court terme, dont 70 résident à Cheikh Jarrah.